# Feuchtwiesen Atterwasch
Das Naturschutzgebiet  Feuchtwiesen Atterwasch ist zugleich ein nach der Richtlinie 92/43/EWG (Fauna-Flora-Habitat-Richtlinie) (kurz „FFH-Richtlinie“) ausgewiesenes Schutzgebiet mit der Gebietsnummer DE4053302, welches der Erhaltung mehrerer Lebensraumtypen und Arten dient. Die Gesamtfläche des Schutzgebietes erstreckt sich über 192,96 ha im Landkreis Spree-Neiße in Brandenburg. Es liegt östlich von Bärenklau, einem Ortsteil der Gemeinde Schenkendöbern, südlich der B 320 und westlich der B 112. Das Naturschutzgebiet „Feuchtwiesen Atterwasch“ wurde gemäß Festsetzung vom 27. August 2004 unter Naturschutz gestellt. Dem Vorschlag zur Schutzgebietsausweisung von gemeinschaftlicher Bedeutung im September 2000 folgte die Anerkennung als Natura-2000-Gebiet im Dezember 2004.

## Beschreibung
Das Schutzgebiet „Feuchtwiesen Atterwasch“ wird durch das Schwarze Fließ mit seinen zahlreichen kleinen Zuflüssen und Entwässerungsgräben in den Niederungsbereichen geprägt und befindet sich in der naturräumlichen Haupteinheit „Gubener Land“. Im Gebiet wurden ausdehnte Wald- und Ackerflächen festgestellt und an den feuchten Gräben beziehungsweise entlang der Bäche wurden Erlenwälder nachgewiesen. Das „Schwarze Fließ“ hat seinen Quellbereich nordwestlich von Bärenklau und mündet nach 15 Kilometern in die Neiße.

### Klima
Im Einflussbereich des ostdeutschen Binnenlandklimas wurde eine Jahresmitteltemperatur von ca. 8,5 °C erreicht und regional wurden Unterschiede der Niederschlagsmenge festgestellt. Für das Schutzgebiet betrug die Niederschlagsmenge im Durchschnitt nur 608 mm Jahresniederschlag, wobei die Niederungen sind nebel- und gewitterreich waren und ein erhöhtes Risiko von Spät- und Frühfrösten bestand.

## Schutzzweck
Die besondere Schutzwürdigkeit des FFH-Gebietes betreffen die Teich- und Wiesenlandschaft mit dem zentralen Grabensystem und randlichen Laubmischwäldern auf feuchten Standorten.

### Lebensraumtypen
Nach der FFH-Richtlinie wurden die folgenden Lebensraumtypen von europaweiter Bedeutung (LRT) des Anhang I klassifiziert:
Natürliche eutrophe Seen mit einer Vegetation des Magnopotamions oder Hydrocharitions (Code 3150), Fließgewässer der planaren bis montanen Stufe mit Vegetation des Ranunculion fluitantis (Code 3260), Artenreiche Borstgrasrasen montan (und submontan auf dem europäischen Festland) (Code 6230), Feuchte Hochstaudenfluren der planaren und montanen bis alpinen Stufe (Code 6430), Extensive Mähwiesen der planaren bis submontanen Stufe (Arrhenatherion, Brachypodio-Centaureion nemoralis) (Code 6510), Kalkreiche Niedermoore (Code 7230) und Auen-Wälder bestehend aus Schwarz-Erlen (Alnus glutinosa) und Eschen (Fraxinus excelsior) im Verband (Code 91E0). Nach aktuellen Untersuchungen wurde der LRT Feuchter Eichen- und Hainbuchen-Mischwald (Code 9160) im Managementplan hinzugefügt.

### Allgemeine Merkmale des Gebietes
Die allgemeinen Merkmale wurden im Rahmen der Verordnung zum nationalen Naturschutzgebiet wie folgt bestimmt:
Binnengewässer (stehend und fließend) (Code N06) mit einem Anteil an der Gesamtfläche von 11 %, Moore, Sümpfe, Uferbewuchs (Code N07) mit einem Anteil an der Gesamtfläche von 15 %, Heide, Gestrüpp, Macchia, Garrigue, Phrygana (Code N08) mit einem Anteil an der Gesamtfläche von 5 %, Trockenrasen und Steppen mit einem Anteil an der Gesamtfläche von 3 %, Feuchtes und mesophiles Grünland (Code N10) mit einem Anteil an der Gesamtfläche von 25 %, Anderes Ackerland (Code N15) mit einem Anteil an der Gesamtfläche von 5 %, Laubwald (Code N16) mit einem Anteil an der Gesamtfläche von 11 % und Mischwald (Code N19) mit einem Anteil an der Gesamtfläche von 5 %.

## Flora und Fauna
Im Schutzgebiet bestand für eine große Anzahl verschiedener Arten ein geeigneter Lebensraum. Der Torfstich Atterwasch wurde zum Beispiel als Reproduktionsort für den Fischotter (Lutra lutra) genannt. In den Gewässern des Gebietes wurde das Bachneunauge (Lampetra planeri) nachgewiesen und besondere Funde waren die Arten Schönbär (Callimorpha dominula) und Pappelkarmin (Catocala elocata).

### Flora

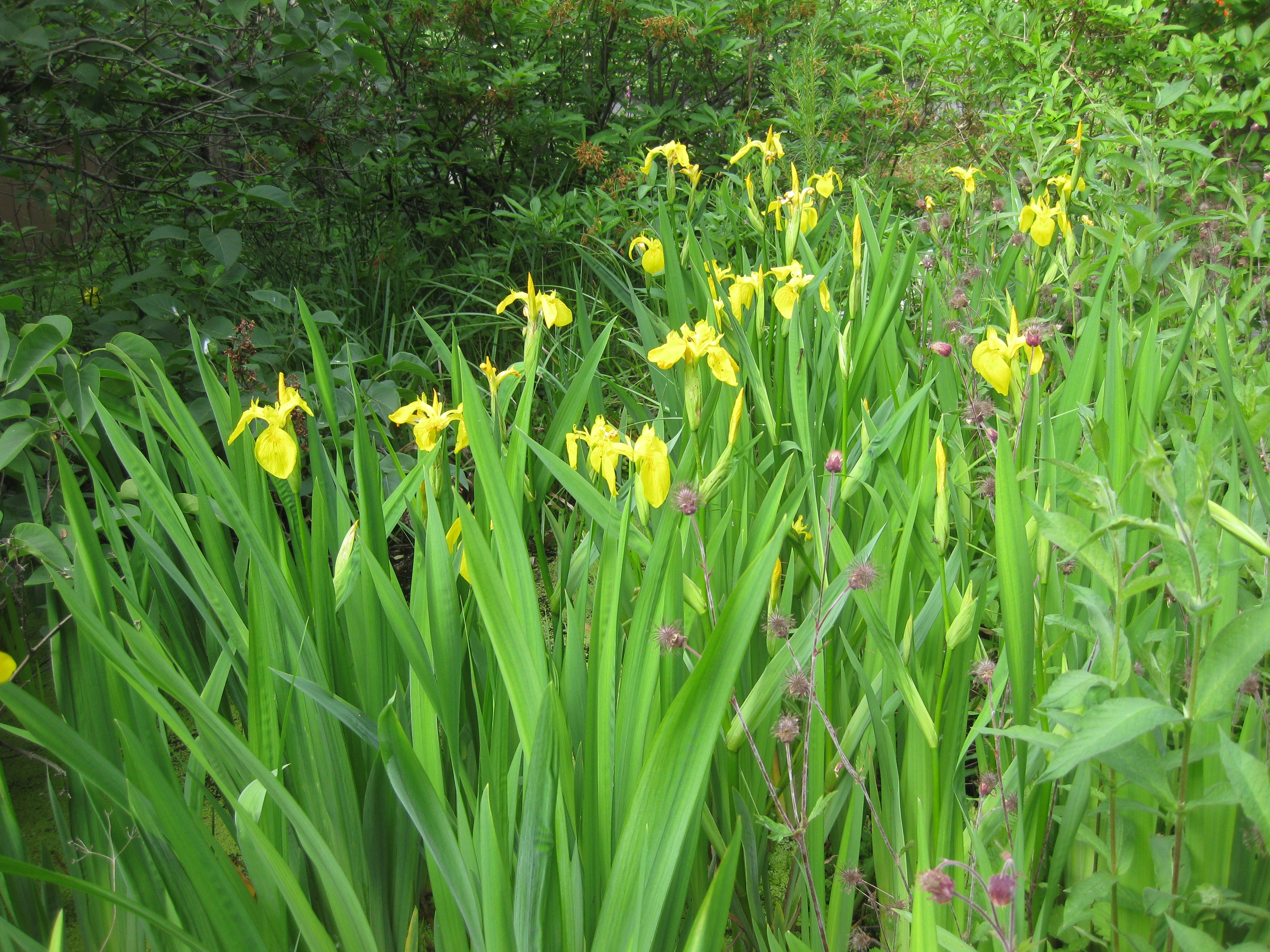
Sumpf-Schwertlilie

Folgende wichtige Pflanzenarten wurden bei einer durchgeführten Untersuchung des Gebietes aufgezeichnet:
Die Acker-Hundskamille (Anthemis arvensis), die Strand-Grasnelke (Armeria maritima), der Schlangen-Knöterich (Bistorta officinalis Delarb.), das Mittlere Zittergras (Briza media), die Drachenwurz (Calla palustris), der Sumpf-Wasserstern (Callitriche palustris), die Sumpfdotterblume (Caltha palustris), das Bittere Schaumkraut (Cardamine amara), das Wiesen-Schaumkraut (Cardamine pratensis), die Schwarzschopf-Segge (Carex appropinquata), die Draht-Segge (Carex diandra), die Walzen-Segge (Carex elongata), die Hirse-Segge (Carex panicea), die Winkel-Segge (Carex remota), die Schnabel-Segge (Carex rostrata), die Wiesen-Flockenblume (Centaurea jacea), das Wechselblättrige Milzkraut (Chrysosplenium alternifolium), der Wasserschierling (Cicuta virosa), der Wiesen-Pippau (Crepis biennis), der Sumpf-Pippau (Crepis paludosa), das Breitblättrige Knabenkraut (Dactylorhiza majalis), die Heide-Nelke (Dianthus deltoides), das Sumpf-Weidenröschen (Epilobium palustre), das Schmalblättrige Wollgras (Eriophorum angustifolium), das Acker-Filzkraut (Filago arvensis), das Moor-Labkraut (Galium uliginosum), der Sumpf-Storchschnabel (Geranium palustre), die Bach-Nelkenwurz (Geum rivale), die Sand-Strohblume (Helichrysum arenarium), das Geflügelte Johanniskraut (Hypericum tetrapterum), die Sumpf-Schwertlilie (Iris pseudacorus), die Magerwiesen-Margerite (Leucanthemum vulgare, früher synonym: Chrysanthemum leucanthemum), der Straußblütige Gilbweiderich (Lysimachia thyrsiflora), das Borstgras (Nardus stricta), die Kleinblättrige Brunnenkresse (Nasturtium microphyllum), die Gelbe Teichrose (Nuphar lutea, Synonym: Nuphar luteum), die Weiße Seerose (Nymphaea alba), die Gemeine Nachtkerze (Oenothera biennis), die Gemeine Fichte (Picea abies), die Blutwurz (Potentilla erecta), der Gold-Hahnenfuß (Ranunculus auricomus agg.), die Schwarze Johannisbeere (Ribes nigrum), das Gewöhnliche Pfeilkraut (Sagittaria sagittifolia), die Kümmelblättrige Silge (Selinum carvifolia), der Einfache Igelkolben (Sparganium emersum), die Bach-Sternmiere (Stellaria alsine), die Krebsschere (Stratiotes aloides), der Gewöhnliche Teufelsabbiss (Succisa pratensis, Synonym: Scabiosa succisa L.), der Sumpffarn (Thelypteris palustris), der Sumpf-Dreizack (Triglochin palustris), die Flatterulme (Ulmus laevis), die Feldulme (Ulmus minor, synonym Ulmus campestris), der Verkannte Wasserschlauch (Utricularia australis), der zweihäusige Kleine Baldrian (Valeriana dioica), die Bachbunge (Veronica beccabunga), der Rötliche Wasser-Ehrenpreis (Veronica catenata), der Gewöhnliche Schneeball (Viburnum opulus), das Sumpf-Veilchen (Viola palustris) und das  Wald-Veilchen (Viola reichenbachiana).

### Fauna

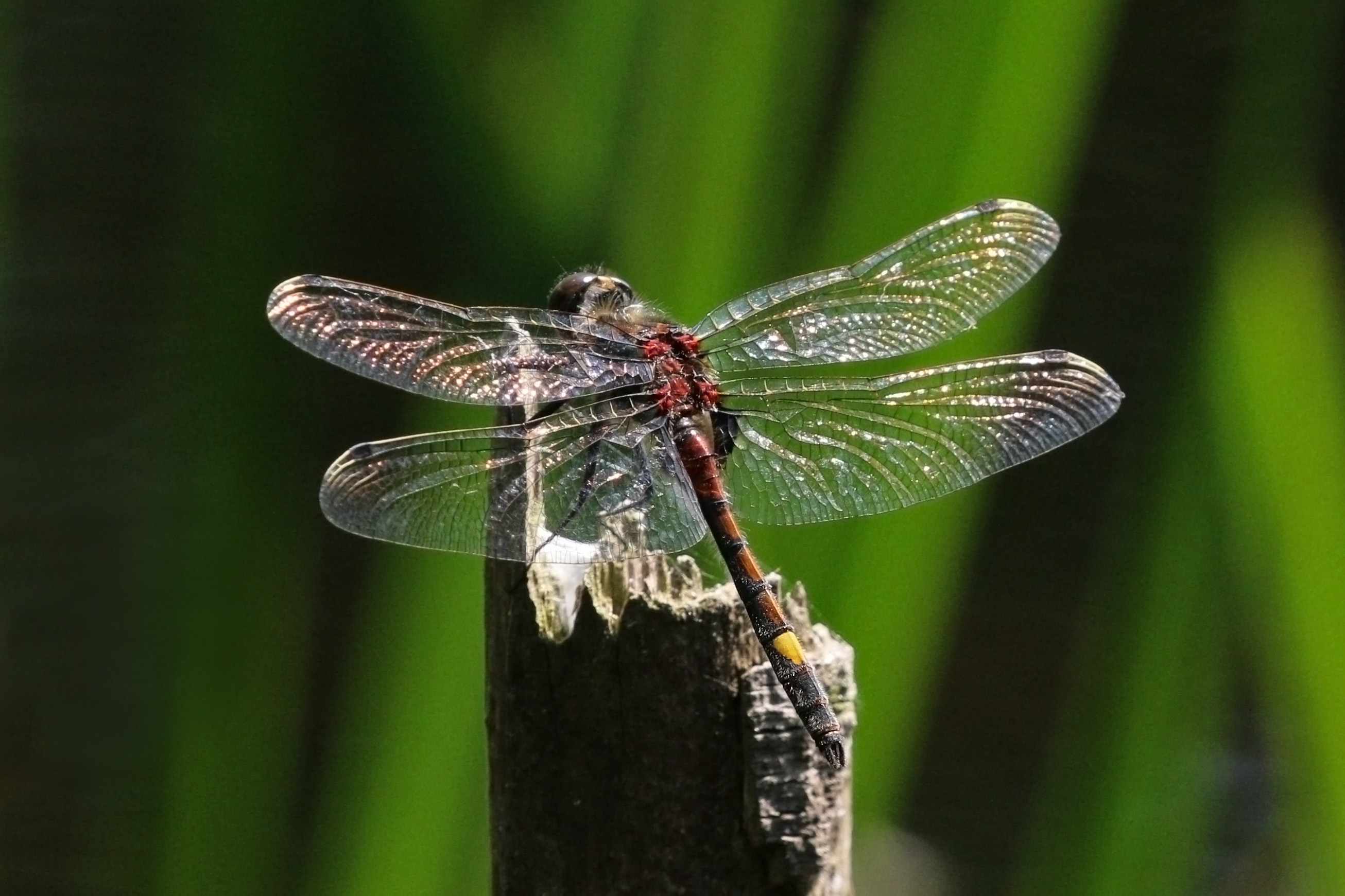
Große Moosjungfer

Folgende Arten wurden im Anhang II der FFH-Richtlinie als besonders schützenswert eingestuft und wurden bei einer durchgeführten Untersuchung des Gebietes aufgezeichnet:
Der Europäische Biber (Castor fiber), der Fischotter (Lutra lutra), der Große Feuerfalter (Lycaena dispar), der Eremit (Osmoderma eremita), die Schmale Windelschnecke (Vertigo angustior) und die Bauchige Windelschnecke (Vertigo moulinsiana). Aufgrund aktueller Untersuchungen im Schutzgebiet wurden weitere Arten wie die Mopsfledermaus (Barbastella barbastellus) und die Große Moosjungfer (Leucorrhinia pectoralis) im Managementplan ausgewiesen.
Folgende weitere Arten wurden als stark gefährdet oder als wertgebende Arten im Managementplan ausgewiesen:
Die Wechselkröte (Bufotes viridis), der Moorfrosch (Rana arvalis), der Kleine Wasserfrosch (Pelophylax lessonae), der Grasfrosch (Rana temporaria), die Zauneidechse (Lacerta agilis), die Weinbergschnecke (Helix pomatia), die Zwergfledermaus (Pipistrellus pipistrellus) und das Braune Langohr (Plecotus auritus).

#### Avifauna

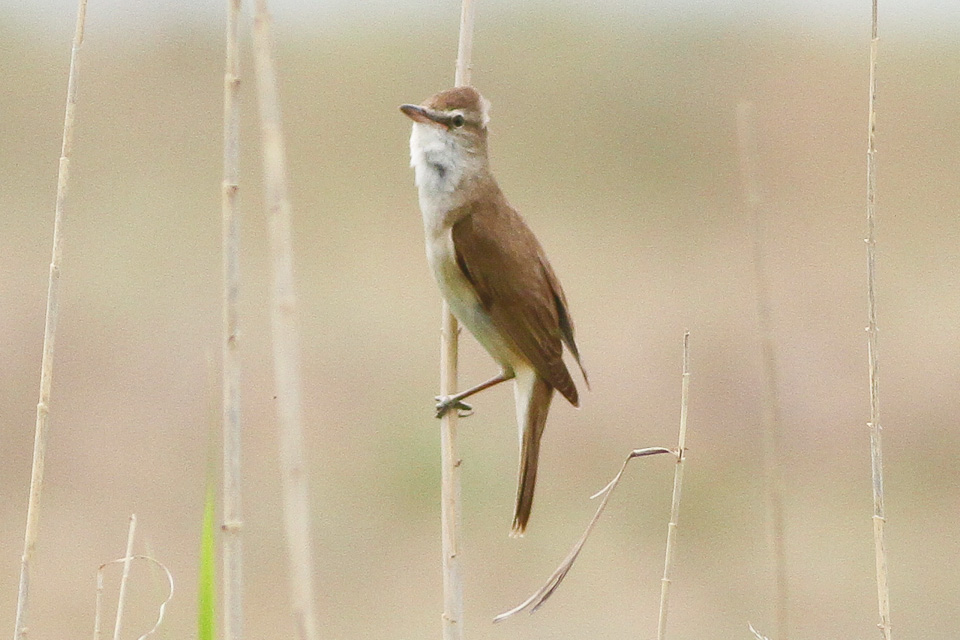
Drosselrohrsänger

Folgende Arten wurden im Anhang I der europäischen Vogelschutz-Richtlinie als besonders schützenswert eingestuft und im Managementplan ausgewiesen:
Der Eisvogel (Alcedo atthis), der Weißstorch (Ciconia ciconia), der Kranich (Grus grus) und der Neuntöter (Lanius collurio).
Weitere wichtige Vogelarten, die im Gebiet beobachtet wurden, sind:
Der Drosselrohrsänger (Acrocephalus arundinaceus), die Stockente (Anas platyrhynchos), die Nachtigall (Luscinia megarhynchos), die Turteltaube (Streptopelia turtur), der Kiebitz (Vanellus vanellus), der Rotmilan (Milvus milvus) und die Schellente (Bucephala clangula).